# Fulvio Martini
Fulvio Martini, nome in codice "Ulisse" (Trieste, 26 febbraio 1923 – Roma, 15 febbraio 2003), è stato un ammiraglio italiano e direttore del SISMI dal 5 maggio 1984 al 26 febbraio 1991.

## Biografia

### Le origini e la carriera militare
Si arruolò in nella Regia Marina durante la seconda guerra mondiale e il suo primo incarico fu quello di ufficiale di rotta sulla nave da battaglia Duilio. Tra il 1972 e il 1973 con il grado di capitano di vascello fu al comando dell'incrociatore Vittorio Veneto all'epoca sede del comando in capo della squadra navale.

### L'ingresso nei servizi segreti
All'inizio degli anni sessanta quale ufficiale del Servizio informazioni operative e situazione della Marina (SIOS), in servizio sul Bosforo, incaricato di controllare i mercantili sovietici che transitavano nel Mediterraneo, in una foto immortalò alcuni pezzi di ricambio di un missile in viaggio per Cuba, consegnando nelle mani degli americani una delle prove che sarebbero servite a incastrare Chrušcëv durante la crisi di Cuba. Fu poi capo del reparto "S" del Servizio informazioni difesa.
Nel 1978 lasciò i "Servizi" e comandò la 2ª divisione navale di Taranto alzando la propria insegna sul cacciatorpediniere Impavido compiendo con essa visite ufficiali in URSS a Odessa, nel Mar Nero; successivamente fu destinato allo stato maggiore della Marina per poi passare alla Segreteria generale della difesa, inizialmente come capo reparto del personale, poi come capufficio e infine come vicedirettore nazionale degli armamenti. Il 5 maggio 1984 fu nominato direttore del SISMI fino al 26 febbraio 1991.

### Il ruolo nel dirottamento dell'"Achille Lauro"
Durante il sequestro dell'Achille Lauro collaborò col Governo Craxi I, come responsabile del servizi segreti militari, alla gestione delle operazioni. Nel suo libro Nome in codice: Ulisse racconta dei tesissimi rapporti tra Italia e Stati Uniti nella gestione della crisi: «Eravamo - scrive Martini - completamente dipendenti dal servizio americano e da quello israeliano, i quali avevano mezzi superiori ai nostri, ma avevano anche interessi diversi». In compenso, secondo altre fonti, "l'idea centrale dell'ammiraglio Martini fu quella di giocare la carta, e giocarla non in modo episodico, dell'intelligence israeliana, perché anche per Fulvio la presenza di Israele e la sua forza era l'unica garanzia di salvezza, per noi Paesi Mediterranei". Fu anche presente in Sigonella nel 1985 durante la l'episodio relativo la caso diplomatico avvenuto nell'isola siciliana

### Gli ultimi anni e la morte
Nel luglio del 2001, la Corte di assise di Roma ha assolto Martini, assieme a Paolo Inzerilli (ex capo di Stato Maggiore) e Giovanni Invernizzi (ex direttore della VII Divisione Sismi, responsabile di "Gladio"), ritenendo che non ci sia nessuna responsabilità da parte degli ex vertici del SISMI nel convolgimento nell'organizzazione Gladio. È deceduto a Roma il 15 febbraio 2003.

## Opere
- Fulvio Martini, Nome in codice Ulisse. Trent'anni di storia italiana nelle memorie di un protagonista dei servizi segreti, Milano, Rizzoli, 1999, ISBN 8817860964.